# Keutelkaalkopje
Het keutelkaalkopje (Deconica merdicola) is een schimmel behorend tot de familie Strophariaceae. Het komt voor in graslanden en hooilanden. Het is een coprofiele saprotroof die op uitwerpselen groeit van paarden en koeien. Vruchtlichamen komen met name voor tussen juni in oktober. Het zelden of nooit op konijnenkeutels.

## Determinatie
Hoed
De hoed heeft een diameter tot 4,0 cm en is plakkerig. De hoed is geelbruin van kleur.
Steel
Op de steel bevindt zich een vezelig ringetje.
Sporenprint
De sporenprint is paarszwart.
Sporen
De basidiosporen zijn, ellipsoïde tot langwerpig, met een kiempore en meten 12,7–14,2 × 8,0–10,0.

## Gelijkende soorten
Het keutelkaalkopje lijkt op het geringd mestkaalkopje (Deconica moelleri) en is hiervan te onderscheiden door zijn smallere sporen.

## Verspreiding
Het keutelkaalkopje is een Europese soort. In Nederland komt deze paddenstoel vrij zeldzaam voor. Het staat niet op de rode lijst en is niet bedreigd.